# Юрма (приток Чермасана)
Юрма — река в России, протекает по Давлекановскому и Буздякскому районам республики Башкортостан. Длина реки составляет 18 км.
Начинается к югу от села Ивановка. Пересекает его в меридиональном направлении. Течёт на север по открытой местности. Устье реки находится в 132 км по правому берегу реки Чермасан напротив села Михайловка.

## Данные водного реестра
По данным государственного водного реестра России относится к Камскому бассейновому округу, водохозяйственный участок реки — Белая от города Уфа до города Бирск, речной подбассейн реки — Белая. Речной бассейн реки — Кама.
Код объекта в государственном водном реестре — 10010201512111100025224.